# Ли Хэ Джон
Ли Хэ Джон (кор. 이해정) — корейский боксёр, представитель первой средней весовой категории. Выступал за сборную Южной Кореи по боксу на всём протяжении 1980-х годов, двукратный чемпион Азиатских игр, чемпион Азии, участник чемпионата мира в Рино.

## Биография
Первого серьёзного успеха на взрослом международном уровне добился в сезоне 1982 года, когда вошёл в основной состав южнокорейской национальной сборной и побывал на летних Азиатских играх в Нью-Дели, откуда привёз награду золотого достоинства, выигранную в зачёте первой средней весовой категории.
В 1983 году одержал победу на чемпионате Азии в Нахе, одолел здесь всех соперников в первом среднем весе, в том числе в финале взял верх над местным японским боксёром Кодзи Ивасаки.
В 1984 году стал бронзовым призёром Кубка короля в Бангкоке и дошёл до четвертьфинала на международном турнире «Таммер» в Тампере.
На домашних Азиатских играх в Сеуле вновь был лучшим в категории до 71 кг, тогда как на чемпионате мира в Рино уже в 1/8 финала со счётом 0:5 потерпел поражение от представителя ГДР Энрико Рихтера.
Пройти отбор на домашние Олимпийские игры 1988 года в Сеуле не смог, уступив в конкурентной борьбе будущему олимпийскому чемпиону Пак Си Хуну.